# Auxa basirufipennis
Auxa basirufipennis là một loài bọ cánh cứng trong họ Cerambycidae.